# 가네무라 요시아키
가네무라 요시아키(金村 義明, 1963년 8월 27일~)는 일본의 전 프로 야구 선수이자 야구 해설가이다. 한국계 일본인으로, 귀화 전 한국명은 김의명(金義明)이다.
한편, 1996년 말 현대와 입단 교섭을 벌이기도 했으며 이 팀 김재박 초대 감독이 본인(가네무라)의 최초 팀 긴테쓰 스카우트 제의를 받았으나 군대 문제가 걸려 무산됐다.
1. ↑  “현대 재일교포 김의명 입단교섭”. 경향신문. 1996년 11월 1일. 2023년 1월 23일에 확인함.
2. ↑  이방원 특파원 (1980년 2월 29일). “"金在博(김재박) 스카우트 하겠다" 日(일)프로팀들 2千萬(천만)엔 제의…눈독”. 경향신문. 2023년 2월 24일에 확인함.